# (5246) Мильорини
(5246) Мильорини (итал. Migliorini) —  астероид, относящийся к группе астероидов пересекающих орбиту Марса. Он был открыт 26 июля 1979 года американским астрономом Эдвардом Боуэллом в обсерватории Андерсон-Меса и назван в память астронома Фабио Мильорини, трагически погибшего в 1997 году.

Орбита астероида Мильорини и его положение в Солнечной системе